# Fuente del Elefante
La Fuente del Elefante es un surtidor de agua o aguamanil del siglo X perteneciente al Califato de Córdoba. Actualmente se encuentra en el patio del Palacio Episcopal de Córdoba. Realizado en piedra caliza gris, estaba emplazada sobre un pilar cuadrado, del que aún resaltan las marcas de las patas del animal.

## Historia
La ubicación original estaba en los alrededores de Santa María de Trassierra, cerca de los Baños de Popea, por lo que es muy probable que formara parte del acueducto de Valdepuentes o Aqua Vetus, que llevaba agua desde el manantial hasta Medina Azahara. Además, estas teorías apuntarían a que la fuente pudo formar parte de algún complejo palaciego de Abderramán III o de algún noble andalusí de época califal. Por lo tanto, sería un equivalente a la fuente del patio de los Leones o al Cervatillo de Medina Azahara. Según las pruebas del carbono 14, habría estado en utilización entre los años 982 y 1193.
Documentado ya en las Ordenanzas de 1884 con el nombre de Fuente del Caño-Escaravita. En 1988 fue trasladada al Palacio Episcopal de Córdoba para la futura inauguración del Museo Diocesiano un año después, debido a que dichos terrenos pertenecían al Obispado de Córdoba. Además existen dos réplicas: una en su emplazamiento original y otra en Santa María de Trassierra, ubicadas el 1 de diciembre de 2013 y realizadas por el escultor Martín Lagares.

## Leyenda
Manuel Pimentel en su libro Leyendas de Medina Azahara nos cuenta la leyenda de que siendo pequeño el alarife de Medina Azahara, Maslama ben Abdallah, oyó contar a un ermitaño de la sierra de Córdoba una historia según la cual, al no saber qué hacer los romanos con los elefantes que dejaron los ejércitos cartagineses en su huida, pues no les cabían en sus caballerizas, los subieron a pastar a la sierra. En una época de sequía tremenda el más viejo de los elefantes golpeando con su pata en el actual sitio donde mana el agua la hizo brotar.
Cuando Maslama, el alarife, estando ya al cargo de la construcción de Medina Azahara, subió un día a la sierra a la búsqueda de nuevos materiales para la ciudad palatina, se enteró de la muerte del ermitaño en el lugar cercano a la fuente, y mandó construir el elefante a uno de los escultores que trabajaban para él en Medina Azahara y así lo colocó en el lugar donde actualmente se halla, en memoria del ermitaño y de la leyenda que le oyó contar de pequeño.